# Lycophytina
Lycophytina é um clade de plantas pertencentes ao grupo das plantas vasculares (Tracheophyta) geralmente considerado ao nível taxonómico de subdivisão (subfilo), mas frequentemente considerado simplesmente como um clade sem ordenação taxonómica, o clade das licofitinas (inglês: lycophytes). Quando considerado ao nível de divisão recebe o nome de Lycophyta. O grupo, cujo registo fóssil é conhecido desde o período Devónico, agrupa cerca de 1000 espécies extantes, na sua maioria com distribuição natural nas regiões tropicais húmidas, embora a sua distribuição se estenda desde o árctico às zonas tropicais.

## Descrição
As cerca de 1000 espécies extantes deste grupo são plantas herbáceas, já que todos os géneros que incluíam árvores pequenas e de médio porte se extinguiram há cerca de 248 milhões de anos atrás, apesar das licofitinas arbóreas terem sido plantas dominantes na formação das jazidas de carvão do Carbonífero. Os géneros extantes mais conhecidos são Selaginella e Lycopodium.
Os membros deste grupo apresentam características primitivas, nomeadamente ramificação dicotómica e micrófilos uninérveos dispostos em espiral. A maioria das espécies apresentam o tronco muito ramificado inteiramente recoberto por micrófilos.
A reprodução é por esporos cuja fecundação está dependente da presença de água em estado líquido que permita a natação dos gâmetas masculinos biflagelados. Os estróbilos são sempre terminais, constituídos por esporófilos localizados na extremidade dos ramos que sustentam os esporângios. O embrião, que se desenvolve no interior do arquegónio, apresenta por por vezes um longo período de latência antes de se autonomizar.
A maior parte dos géneros segue um ciclo de vida dominado por um gametófito monóico, originado por isosporia, que nalguns casos necessita de 6-15 anos para produzir gametângios viáveis. O género Selaginella apresenta um ciclo de vida diferente, com heterosporia e formação de macrogametófitos e microgametófitos.